# Радивонівка (Бердянський район)
Радиво́нівка — село в Україні, в Бердянському районі Запорізької області. Населення становить 98 осіб. Орган місцевого самоврядування - Берестівська сільська громада.

## Назва
Назва походить від українського імені Радиво́н грецького походження: давньогрецьк. Ῥοδιών.
У цьому імені бачимо деякі цікаві звукові особливості нашої мови: історичну зміну давньоукраїнського [і] на [и] (пор. з укр. Тимко < давньогрецьк. Τιμόθεος), епентезу [в] між голосними [и] та [о] (пор. з укр. павук < прасл. *paǫkъ).
Отже, російське або церковнослов'янське «Родіон» звучить у народній українській мові як Радивон.

## Географія
Село Радивонівка знаходиться на правому березі річки Берда, вище за течією на відстані 3,5 км розташоване село Миколаївка, нижче за течією на відстані 5 км розташоване село Осипенко, на протилежному березі — село Новоіванівка. Поруч проходить автомобільна дорога Т 0819.

## Історія
- 1812 — дата заснування.

## Населення

### Мова
Розподіл населення за рідною мовою за даними перепису 2001 року:
| Мова       | Кількість | Відсоток |
| ---------- | --------- | -------- |
| українська | 112       | 92.56%   |
| російська  | 9         | 7.44%    |
| Усього     | 121       | 100%     |